# Torann Maizeroi
Torann Maizeroi (Fort-de-France, Martinica, 1 de abril de 1989) es un deportista francés que compite en taekwondo. Ganó dos medallas en el Campeonato Europeo de Taekwondo, plata en 2014 y bronce en 2012.

## Palmarés internacional
| Campeonato Europeo | Campeonato Europeo       | Campeonato Europeo | Campeonato Europeo |
| Año                | Lugar                    | Medalla            | Categoría          |
| ------------------ | ------------------------ | ------------------ | ------------------ |
| 2012               | Mánchester (Reino Unido) | Medalla de bronce  | –74 kg             |
| 2014               | Bakú (Azerbaiyán)        | Medalla de plata   | –74 kg             |